# Ганка, Вацлав

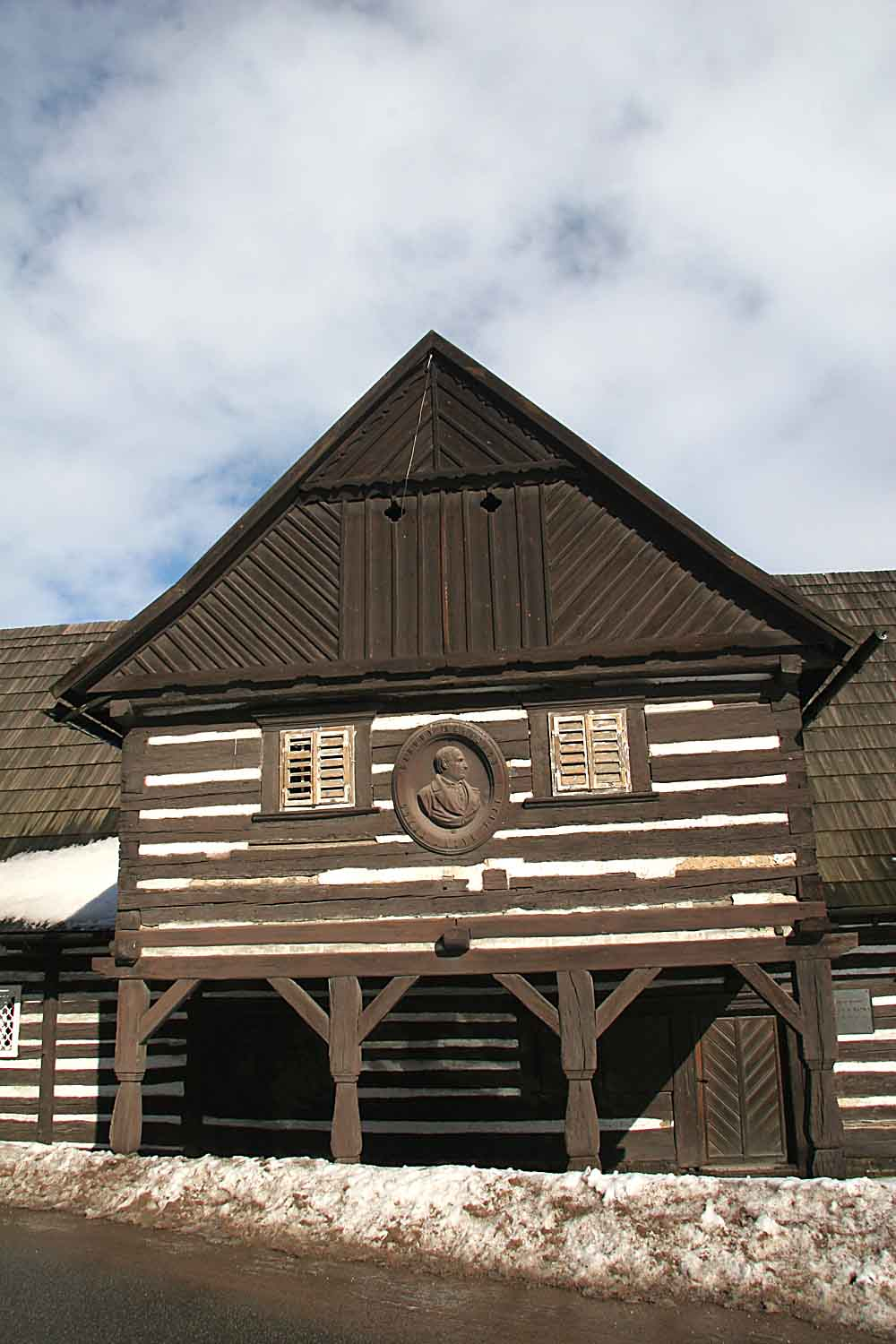
Дом в Горжиневесе, где родился Ганка

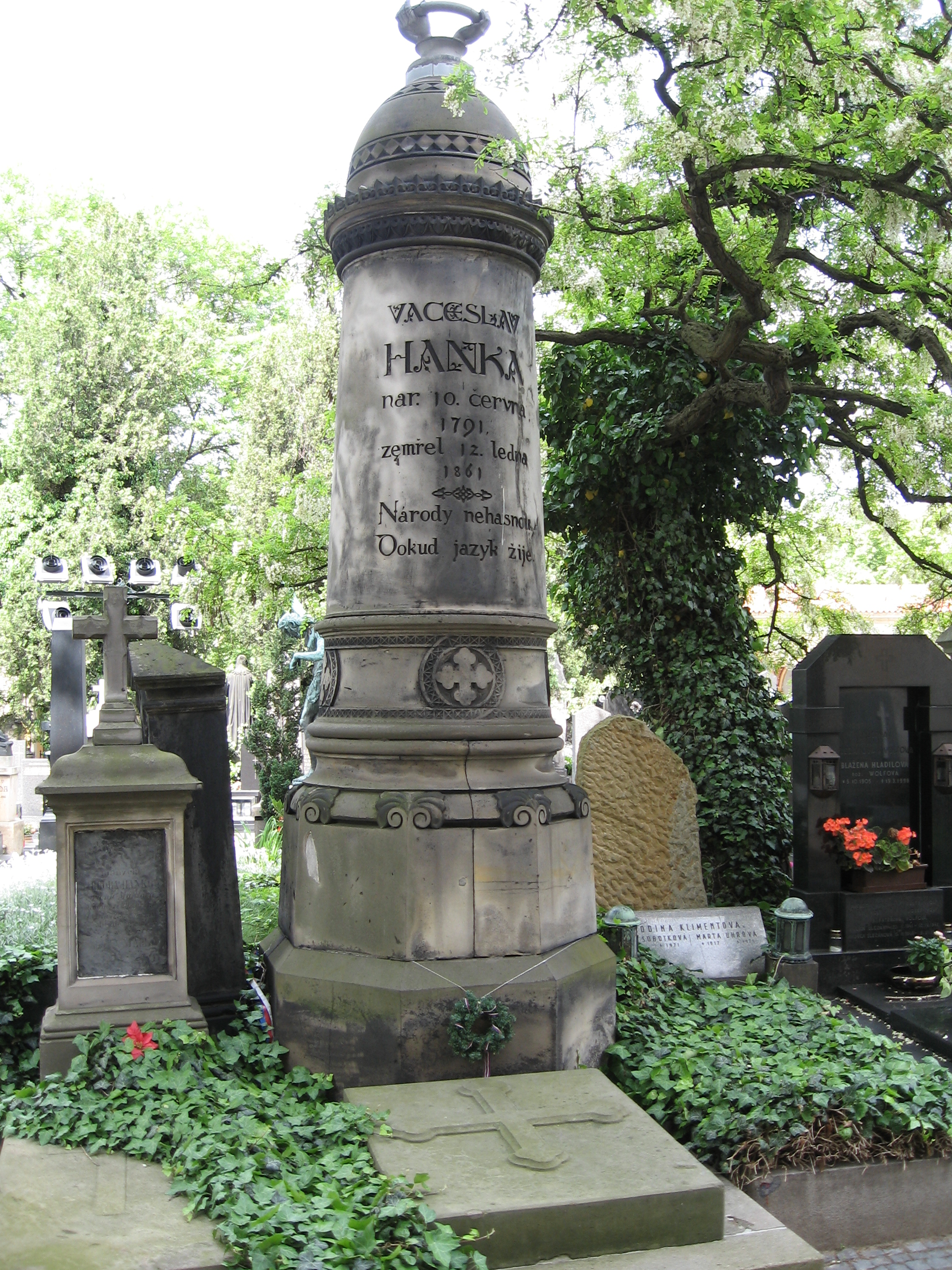
Могила Ганки на Вышеградском кладбище

Ва́цлав Га́нка (чеш. Václav Hanka; 10 июня 1791, Горжиневес близ Кёниггреца, ныне Градец-Кралове, — 12 января 1861, Прага) — чешский филолог и поэт, славист, педагог, деятель национального возрождения, известный как сочинитель и изготовитель подложных Краледворской и Зеленогорской рукописи (известных вместе как просто «рукописи», или RKZ).

## Годы учёбы
Скромного происхождения, сын деревенского мясника. Учился в школе в Кёниггреце (отправлен туда, чтобы избежать призыва в австрийскую армию, союзную после 1806 Наполеону I), затем поступил в пражский Карлов университет, где основал кружок защиты чешского языка. Изучал в Вене право и издавал там чешскую газету, а в 1813 году познакомился с Йосефом Добровским, основателем славянской филологии.

## Фальсификации
После четырёх лет учёбы у Добровского и словенца Ернея Копитара Ганка объявил об обнаружении им в городе Кёнигинхофе Краледворской рукописи (16 сентября 1817), а в следующем году — о появлении анонимно присланной рукописи, которая сорок лет спустя получила, после обнародования версии о находке в замке Зелена Гора, название «Зеленогорская» (со знаменитым романтическим отрывком национального эпоса — «Судом Либуше»). Ганка опубликовал обе рукописи с параллельным переводом на современный чешский и немецкий языки. Поверив (по крайней мере сначала) в Краледворскую, Добровский, однако, расценил Зеленогорскую рукопись ещё до публикации как «очевидный подлог». Не поверил Ганке и другой его учитель — Ерней Копитар. Однако всё молодое поколение чешских просветителей встретило «открытия» Ганки восторженно. В дальнейшем вопрос подлинности рукописей на долгое время стал вопросом чешского патриотизма — любой, публично высказывавший в них сомнения, зачислялся «будителями» во враги (впрочем, при жизни Ганки таких выступлений было совсем немного, и, по остроумному выражению историка Й. Гануша, «долгое время не было ни одного человека, сомневавшегося в рукописях, кроме, пожалуй, самого Ганки»).
Благодаря Ганке (и его вероятному соавтору Йозефу Линде) сбылись ожидания деятелей национального возрождения — «открылись» памятники древней словесности, не уступавшие по древности и разнообразию содержания русским и сербским памятникам и к тому же содержащие картину героического и демократического прошлого Чехии, а также антинемецкие выпады. Беспрецедентно долгому успеху фальсификаций способствовало не только идеальное соответствие «рукописей» политическим чаяниям чешских патриотов, но и литературный талант, высокие по тем временам славистическая квалификация и техническое искусство Ганки, на полвека опередившего возможности современной ему науки. Незадолго до смерти Ганки (1860) неудачная попытка кампании против подлинности рукописей, организованная австрийской полицией и редактором австрийской газеты, казалось бы, надолго закрепила его историческую победу: он выиграл судебный процесс против австрийца Ку (Kuh) и сошёл в могилу с ореолом мученика национального возрождения.

### Разоблачение
Окончательно подложность обеих рукописей с различных точек зрения (технико-палеографической, исторической и лингвистической) была научно доказана только на рубеже XIX и XX веков, хотя выступления в поддержку рукописей (руководствующиеся прежде всего политическими соображениями) продолжались и позже и не утихли полностью даже в наше время («общество рукописей», существовавшее в 1930-е годы и в конце 1940-х, было воссоздано в 1993 г.) Большую роль в координации действий специалистов в различных областях науки в 1880-90-е годы сыграл будущий президент Чехословакии Томаш Масарик, который и сам выступал на страницах журнала «Атенеум» как критик рукописей с эстетической точки зрения.
Обнаружился факт написания рукописей на обрезках древнего пергамента, с которого был смыт старый текст (палимпсест), употребление производившейся с начала XVIII века берлинской лазури, смешение написаний разного времени и неуверенный почерк (обведение контура, подчистки), на 6 тысяч слов — около тысячи ошибок в древнечешском языке (явные кальки с русского и немецкого, неверная орфография, использование слов подлинных памятников в ошибочных значениях), фактические анахронизмы и т. п. В изготовлении рукописей с большой долей вероятности участвовал также Йозеф Линда, быстро разоблачённая подделка которого («Песня под Вышеградом») используется в тексте. В 1899 году даже появилась версия о том, что в Краледворской рукописи Ганка оставил авторский знак — зашифрованную латинскую надпись «Hanka fecit» (Ганка сделал), но это не подтвердилось.
Ганке принадлежит ещё одна фальсификация — «обнаруженные» им в 1827 году чешские глоссы в средневековом латинском словаре Mater Verborum (одной из их целей было подкрепление подлинности Краледворской и Зеленогорской рукописи). Приводимые там имена славянских божеств и названия планет полвека (до разоблачения в 1877 г.) фигурировали в числе источников по славянской мифологии; в многочисленных ненаучных сочинениях о язычестве ссылки на них встречаются и сейчас.
Пожалуй, самая «вредоносная» фальсификация Ганки — рассказ о победе Ярослава из Штернберка под Оломоуцем над монголо-татарами в 1242 году (одна из песен Краледворской рукописи). Эта мифическая битва кочует из одного исторического труда в другой и после разоблачения рукописей, она даже попала в третье издание БСЭ.

## Литературно-научная деятельность
Ганка писал также стихи под своим именем («Ганковы песни», 1815, национальный гимн Моравии «Мораво, Мораво!»), собрал пятитомник фольклора «Старинные сказания» (1817—1826); опубликовал «Краткую историю славянских народов» (1818). По плану, предложенному Добровским, составил «Чешскую грамматику» (1822) и «Польскую грамматику» (1839). Перевёл на чешский язык «Слово о полку Игореве» (1821; пользовался консультациями Добровского и А. С. Шишкова и ранним чешским переводом Юнгмана), затем выпустил и немецкий перевод «Слова», с которым был знаком Пушкин. Издал Реймское евангелие (1846) и Остромирово евангелие (1853, вслед за Востоковым).
С 1818 года служил библиотекарем основанного в этом году Национального музея в Праге, куда передал и свои рукописи. С 1849 года и до конца жизни — профессор славянских языков в Карловом университете.
В 1849 году опубликовал в Праге в собственной редакции средневековую чешскую «Хронику Далимила» (1310—1314).

## Панславизм
На протяжении почти полувека Ганка вёл активную работу по обмену информацией между славистами разных стран, во многом благодаря его усилиям Прага стала крупным центром славистики. Для его филологических взглядов (и для его практики как фальсификатора, поэта и переводчика) характерна ориентация на русский язык как наименее «испорченный» из славянских. Так, он переводил в «Слове» пълкъ всегда как pulk (хотя по-чешски это слово значит только «войско», а не «поход»), князь иногда как knez (в современном чешском не «князь», а «священник», «князь» — kniže). Сыграл большую роль в знакомстве чехов с русской литературой, избран членом-корреспондентом Петербургской АН. Разработал особую, не прижившуюся «всеславянскую» азбуку, которой перепечатал текст «Слова о полку Игореве»:

«Я охотно предложил бы „Игоря“ чехам кирилловскими письменами, — но я опасался, что не достигну этим своей цели: в слове важнее всего звук, а я желал иметь более широкую публику, чем несколько читающих по-русски чехов, поляков и хорватов»

Активно участвовал в революции 1848 г. в Австрийской империи с позиций панславизма, основал политическое общество Slovanská Lípa, но отказался занять место в венском рейхсрате, куда был избран.
Ганке, «апостолу единения славян», посвящал стихи Фёдор Тютчев: одно из этих стихотворений написано при жизни Ганки, другое — после его смерти по случаю Всеславянского съезда в Москве.
| Ганке Вековать ли нам в разлуке? Не пора ль очнуться нам И подать друг другу руки, Нашим кровным и друзьям? <…> Вот среди сей ночи темной, Здесь, на пражских высотах, Доблий муж рукою скромной Засветил маяк впотьмах. <…> И наречий братских звуки Вновь понятны стали нам, - Наяву увидят внуки То, что снилося отцам! (1841) | (Приписка) Так взывал я, так гласил я. Тридцать лет с тех пор ушло — Все упорнее усилья, Все назойливее зло. Ты, стоящий днесь пред Богом, Правды муж, святая тень, Будь вся жизнь твоя залогом, Что придет желанный день. За твое же постоянство В нескончаемой борьбе Первый праздник Всеславянства Приношеньем будь тебе!.. (1867) |

Памяти Ганки посвящён Реквием (1861) чешско-русского композитора Игнатия Воячека.